# Saison 2025-2026 de l'AC Milan
 (juillet 2024).
Si vous disposez d'ouvrages ou d'articles de référence ou si vous connaissez des sites web de qualité traitant du thème abordé ici, merci de compléter l'article en donnant les références utiles à sa vérifiabilité et en les liant à la section « Notes et références ».
Maillots
Chronologie
Saison précédente Saison suivante
La saison 2025-2026 de l'AC Milan est la quarante-troisième saison consécutive du club en première division. Après une saison décevante, qui les prive de toutes compétitions européennes, la direction a nommé Igli Tare comme directeur sportif. Un nouvel entraîneur est nommé, Massimiliano Allegri. Il revient au club après 11 ans.

## Transferts

### Mercato estival
| Nom                 | Poste             | Transfert                   | Montant                     | Provenance/Destination | Division          |
| ------------------- | ----------------- | --------------------------- | --------------------------- | ---------------------- | ----------------- |
| Arrivées            |                   |                             |                             |                        |                   |
| Samuele Ricci       | Milieu de terrain | Achat                       | 23 millions d'euros         | Torino FC              | Serie A           |
| Luka Modrić         | Milieu de terrain | Achat                       | Libre                       | Real Madrid CF         | LaLiga            |
| Pervis Estupiñán    | Défense           | achat                       |                             | Brighton & Hove Albion | Premier League    |
| Pierre Kalulu       | Défenseur         | Retour de prêt              |                             | Juventus FC            | Serie A           |
| Marco Pellegrino    | Défenseur         | Retour de prêt              | -                           | CA Independiente       | Primera División  |
| Yacine Adli         | Milieu de terrain | Retour de prêt              |                             | ACF Fiorentina         | Serie A           |
| Tommaso Pobega      | Milieu de terrain | Retour de prêt              | -                           | Bologna FC             | Serie A           |
| Lorenzo Colombo     | Attaquant         | Retour de prêt              | -                           | Empoli FC              | Serie A           |
| Marko Lazetić       | Attaquant         | Retour de prêt              | -                           | FK TSC Bačka Topola    | Super liga Srbije |
| Luka Romero         | Attaquant         | Retour de prêt              | -                           | Deportivo Alavés       | LaLiga            |
| Alexis Saelemaekers | Attaquant         | Retour de prêt              | -                           | AS Roma                | Serie A           |
| Noah Okafor         | Attaquant         | Retour de prêt              |                             | SSC Napoli             | Serie A           |
| Ismaël Bennacer     | Milieu            | Retour de prêt              |                             | Olympique de Marseille | Ligue A           |
| Davide Calabria     | Défenseur         | Retour de prêt              |                             | Bologne FC             | Serie A           |
| Départs             |                   |                             |                             |                        |                   |
| Tijjani Reijnders   | Milieu            | Vente                       | 70 millions d'euros + bonus | Manchester City        | Premier League    |
| Pierre Kalulu       | Défenseur         | Vente                       | 13 millions d'euros         | Juventus FC            | Serie A           |
| Emerson Royal       | Défenseur         | Vente                       | 9 Millions d'euros + bonus  | CR Flamengo            | Série A           |
| Tammy Abraham       | Attaquant         | Retour de prêt              | -                           | AS Roma                | Serie A           |
| Kyle Walker         | défenseur         | Retour de prêt              | -                           | Manchester City        | Premier League    |
| João Félix          | attaquant         | Retour de prêt              |                             | Chelsea FC             | Premier League    |
| Riccardo Sottil     | Milieu de terrain | Retour de prêt              |                             | Fiorentina             | Serie A           |
| Marco Pellegrino    | Défenseur         | Vente                       | 4,5 millions euros          | Boca Juniors           | Primera División  |
| Francesco Camarda   | Attaquant         | Prêt                        |                             | US Lecce               | Serie A           |
| Theo Hernandez      | Défenseur         | Vente                       | 25 millions d'euros         | Al-Hilal               | Saudi Pro League  |
| Lorenzo Colombo     | Attaquant         | Prêt                        | -                           | Genoa CFC              | Serie A           |
| Malick Thiaw        | Défenseur         | Vente (40 millions d'euros) | -                           | Newcastle United       | Premier League    |

## Résultats

### Serie A
| Journée | Date       | Lieu      | Adversaire     | Score | buteurs |
| ------- | ---------- | --------- | -------------- | ----- | ------- |
| 1       | 23/08/2025 | domicile  | US Cremonese   |       |         |
| 2       | 29/08/2025 | extérieur | US Lecce       |       |         |
| 3       | 14/09/2025 | domicile  | Bologne FC     |       |         |
| 4       | 21/09/2025 | extérieur | Udinese Calcio |       |         |
| 5       | 28/09/2025 | domicile  | SSC Naples     |       |         |
| 6       | /10/2025   |           |                |       |         |

### Classement
| Rang | Équipe           | Pts | J | G | N | P | Bp | Bc | Diff |
| ---- | ---------------- | --- | - | - | - | - | -- | -- | ---- |
| 1    | SSC NaplesT      | 0   | 0 | 0 | 0 | 0 | 0  | 0  | 0    |
| 2    | Inter Milan      | 0   | 0 | 0 | 0 | 0 | 0  | 0  | 0    |
| 3    | Atalanta Bergame | 0   | 0 | 0 | 0 | 0 | 0  | 0  | 0    |
| 4    | Juventus FC      | 0   | 0 | 0 | 0 | 0 | 0  | 0  | 0    |
| 5    | AS Rome          | 0   | 0 | 0 | 0 | 0 | 0  | 0  | 0    |
| 6    | ACF Fiorentina   | 0   | 0 | 0 | 0 | 0 | 0  | 0  | 0    |
| 7    | SS Lazio         | 0   | 0 | 0 | 0 | 0 | 0  | 0  | 0    |
| 8    | AC Milan         | 0   | 0 | 0 | 0 | 0 | 0  | 0  | 0    |
| 9    | Bologne FC       | 0   | 0 | 0 | 0 | 0 | 0  | 0  | 0    |
| 10   | Côme 1907        | 0   | 0 | 0 | 0 | 0 | 0  | 0  | 0    |
| 11   | Torino FC        | 0   | 0 | 0 | 0 | 0 | 0  | 0  | 0    |
| 12   | Udinese Calcio   | 0   | 0 | 0 | 0 | 0 | 0  | 0  | 0    |
| 13   | Genoa CFC        | 0   | 0 | 0 | 0 | 0 | 0  | 0  | 0    |
| 14   | Hellas Vérone    | 0   | 0 | 0 | 0 | 0 | 0  | 0  | 0    |
| 15   | Cagliari Calcio  | 0   | 0 | 0 | 0 | 0 | 0  | 0  | 0    |
| 16   | Parme Calcio     | 0   | 0 | 0 | 0 | 0 | 0  | 0  | 0    |
| 17   | US Lecce         | 0   | 0 | 0 | 0 | 0 | 0  | 0  | 0    |
| 18   | US SassuoloP     | 0   | 0 | 0 | 0 | 0 | 0  | 0  | 0    |
| 19   | Pisa SCP         | 0   | 0 | 0 | 0 | 0 | 0  | 0  | 0    |
| 20   | US CremoneseP    | 0   | 0 | 0 | 0 | 0 | 0  | 0  | 0    |

Qualifications européennes
Ligue des champions de l'UEFA 2026-2027
Ligue Europa 2026-2027
Ligue Conférence 2026-2027
Relégation
Abréviations

### Évolution du classement
| Journée  | 1 | 2 | 3 | 4 | 5 | 6 | 7 | 8 | 9 | 10 | 11 | 12 | 13 | 14 | 15 | 16 | 17 | 18 | 19 | 20 | 21 | 22 | 23 | 24 | 25 | 26 | 27 | 28 | 29 | 30 | 31 | 32 | 33 | 34 | 35 | 36 | 37 | 38 | Journées en tête |
| -------- | - | - | - | - | - | - | - | - | - | -- | -- | -- | -- | -- | -- | -- | -- | -- | -- | -- | -- | -- | -- | -- | -- | -- | -- | -- | -- | -- | -- | -- | -- | -- | -- | -- | -- | -- | ---------------- |
| Rang     |   |   |   |   |   |   |   |   |   |    |    |    |    |    |    |    |    |    |    |    |    |    |    |    |    |    |    |    |    |    |    |    |    |    |    |    |    |    |                  |
| Résultat |   |   |   |   |   |   |   |   |   |    |    |    |    |    |    |    |    |    |    |    |    |    |    |    |    |    |    |    |    |    |    |    |    |    |    |    |    | —  |                  |

### Coupe d'Italie
| Tour        | Date              | Lieu     | Adversaire | Score | Buteur(s) pour l'AC Milan |
| ----------- | ----------------- | -------- | ---------- | ----- | ------------------------- |
| 1/16 finale | 17 août 2025      | domicile | AS Bari    | 2-0   | Leão 14e, Pulisic 48e     |
| 1/8 finale  | 24 septembre 2025 |          | US Lecce   |       |                           |

### Supercoupe d'Italie
| Tour       | Date             | Lieu             | Adversaire | Score | Buteur(s) pour l'AC Milan |
| ---------- | ---------------- | ---------------- | ---------- | ----- | ------------------------- |
| 1/2 finale | 18 décembre 2025 | Stade KSU, Riyad | SSC Naples |       |                           |
| finale     | 20               |                  |            |       |                           |